# Selçuk Şahin
Selçuk Şahin (Tunceli, 31 januari 1981) is een voormalig Turks voetballer. Het grootste deel van zijn carrière bracht hij door bij Fenerbahçe. In juli 2015 maakte hij voor één seizoen de overstap naar FC Wil, het enige buitenlandse avontuur in zijn carrière.

## Clubcarrière
Selçuk Şahin begon zijn carrière bij Silifkespor. Hatayspor, uitkomend in tweede voetbaldivisie van Turkije, nam hem in 1999 over. Twee seizoenen later maakte Selçuk de overstap naar Istanbulspor. Twee seizoenen lang was hij daar een vaste kracht. De toenmalige bondscoach van het Turks voetbalelftal merkte hem ook op en nam Selçuk mee naar de FIFA Confederations Cup 2003.
Tussen 2003 en 2015 voetbalde Şahin bij Fenerbahçe. Zijn eerste officiële wedstrijd aldaar was tegen zijn oude club Istanbulspor. Istanbulspor won de wedstrijd met 0–3. Selçuk werd in het seizoen 2003/04 met Fenerbahçe landskampioen. Zijn eerste jaar bij de club verliep goed; hij was een vaste basisspeler. Sinds het seizoen 2004/05 wordt Şahin echter geplaagd door blessures en ook de komst van Stephen Appiah verminderde zijn basisplaatskansen aanzienlijk. Nadat Appiah geblesseerd raakte, speelde Şahin steeds meer wedstrijden voor de club uit Istanboel. Echter, door meerdere spelers op dezelfde positie (Mehmet Aurélio, Deniz Barış, Claudio Maldonado) moest Şahin nog steeds concurreren om een basisplaats. Na twaalf jaren dienstverband verlengde Fenerbahçe in 2015 zijn aflopende contract niet. In de zomer van 2015 tekende Şahin bij het Zwitserse FC Wil. In januari 2016 tekende hij voor Gençlerbirliği om in juli 2017 zijn heil bij Göztepe te zoeken.

## Carrièrestatistieken
| Seizoen                       | Land                          | Club                          | Competitie       | Wedstrijden | Goals |
| ----------------------------- | ----------------------------- | ----------------------------- | ---------------- | ----------- | ----- |
| 1999/00                       | Turkije                       | Hatayspor                     | TFF 2. Lig       | 7           | 0     |
| 2000/01                       | Turkije                       | Hatayspor                     | TFF 2. Lig       | 33          | 3     |
| 2001/02                       | Turkije                       | Istanbulspor                  | Süper Lig        | 32          | 2     |
| 2002/03                       | Turkije                       | Istanbulspor                  | Süper Lig        | 33          | 5     |
| 2003/04                       | Turkije                       | Fenerbahçe                    | Süper Lig        | 25          | 1     |
| 2004/05                       | Turkije                       | Fenerbahçe                    | Süper Lig        | 17          | 0     |
| 2005/06                       | Turkije                       | Fenerbahçe                    | Süper Lig        | 17          | 1     |
| 2006/07                       | Turkije                       | Fenerbahçe                    | Süper Lig        | 6           | 1     |
| 2007/08                       | Turkije                       | Fenerbahçe                    | Süper Lig        | 22          | 2     |
| 2008/09                       | Turkije                       | Fenerbahçe                    | Süper Lig        | 23          | 3     |
| 2009/10                       | Turkije                       | Fenerbahçe                    | Süper Lig        | 21          | 1     |
| 2010/11                       | Turkije                       | Fenerbahçe                    | Süper Lig        | 18          | 1     |
| 2011/12                       | Turkije                       | Fenerbahçe                    | Süper Lig        | 28          | 0     |
| 2012/13                       | Turkije                       | Fenerbahçe                    | Süper Lig        | 13          | 1     |
| 2013/14                       | Turkije                       | Fenerbahçe                    | Süper Lig        | 18          | 0     |
| 2014/15                       | Turkije                       | Fenerbahçe                    | Süper Lig        | 23          | 1     |
| 2015/16                       | Zwitserland                   | FC Wil                        | Challenge League | 7           | 0     |
| Bijgewerkt op 18 oktober 2015 | Bijgewerkt op 18 oktober 2015 | Bijgewerkt op 18 oktober 2015 | Totaal           | 238         | 12    |

1 Rüştü ·
2 Sonkaya ·
3 Korkmaz  ·
4 Akyel ·
5 Özalan ·
6 Penbe ·
7 Balcı ·
8 Arslan ·
9 Şanlı ·
10 Baştürk ·
11 Nihat ·
12 Çatkıç ·
13 Yıldırım ·
14 Barış ·
15 Üzülmez ·
16 Yılmaz ·
17 Servet ·
18 Kartal ·
19 Ateş ·
20 Şahin ·
21 Toraman ·
22 Karadeniz ·
23 Şahin ·
Coach: Güneş